# Titularbistum Segia
Segia ist ein Titularbistum der römisch-katholischen Kirche.
Es geht zurück auf einen untergegangenen Bischofssitz in der gleichnamigen antiken Stadt (heute Ejea de los Caballeros in Aragonien), die in der römischen Provinz Tarraconensis lag. Der Bischofssitz gehörte der Kirchenprovinz Tarragona an.
| Titularbischöfe von Segia |                                 |                                           |                  |                   |
| Nr.                       | Name                            | Amt                                       | von              | bis               |
| 1                         | Eduardo Martinez González       | emeritierter Bischof von Zamora (Spanien) | 31. Januar 1970  | 11. Dezember 1970 |
| 2                         | Rafael Bello Ruiz               | Weihbischof in Acapulco (Mexiko)          | 12. Februar 1974 | 1. Juni 1976      |
| 3                         | Edward Thomas Hughes            | Weihbischof in Philadelphia (USA)         | 14. Juni 1976    | 11. Dezember 1986 |
| 4                         | Héctor Luis Gutiérrez Pabón     | Weihbischof in Cali (Kolumbien)           | 13. Februar 1987 | 2. Februar 1998   |
| 5                         | Marcelo Arturo González Amador  | Weihbischof in Santa Clara (Kuba)         | 31. Oktober 1998 | 4. Juni 1999      |
| 6                         | Jaime Soto                      | Weihbischof in Orange in California (USA) | 23. März 2000    | 11. Oktober 2007  |
| 7                         | Tarcísio Scaramussa SDB         | Weihbischof in São Paulo (Brasilien)      | 23. Januar 2008  | 16. Juli 2014     |
| 8                         | Edson José Oriolo dos Santos    | Weihbischof in Belo Horizonte (Brasilien) | 15. April 2015   | 30. Oktober 2019  |
| 9                         | Célio da Silveira Calixto Filho | Weihbischof in Rio de Janeiro (Brasilien) | 27. Mai 2020     |                   |